# Harald Tauscher
Harald Tauscher (* 9. Mai 1939) ist ein deutscher ehemaliger Fußballspieler. Von 1958 bis 1964 spielte er für die Betriebssportgemeinschaft (BSG) Motor Zwickau in der DDR-Oberliga, der höchsten Liga im DDR-Fußball.

## Sportliche Laufbahn
Mit 19 Jahren gab Harald Tauscher seinen Einstand in der Oberliga. Am Ende der Saison 1958 (Kalenderjahr-Spielzeit) wurde er vom Trainer der Motor-Zwickau-Mannschaft Hans Höfer in den letzten drei Oberligaspielen eingesetzt. Unter dem neuen Trainer Karl Dittes war Tauscher 1959 von Beginn an als rechter Stürmer Stammspieler, von den 26 Oberligaspielen bestritt er 20 Partien und erzielte dabei seine ersten vier Oberligatore. In den beiden folgenden Spielzeiten konnte er seinen Stammplatz verteidigen. 
Diesen verlor Tauscher wieder in der Saison 1962/63 (Rückkehr zur Sommer-Frühjahr-Spielzeit). Zunächst setzte ihn Trainer Dittes noch in fünf Oberligaspielen als Stürmer ein, danach wurde Tauscher aber in die Reservemannschaft versetzt, wo er für den Rest der Saison weiterhin als Stürmer einen Stammplatz fand. Für die Spielzeit 1963/64 führte ihn die fuwo wieder im Spielerstamm der Oberligamannschaft auf, dennoch wurde Tauscher von Beginn an wieder in der Reservemannschaft eingesetzt. Lediglich zwischen dem 5. und 14. Spieltag kam er in vier Oberligaspielen zum Einsatz, mit seinen ca. 20 Spielen in der Reserve und vier Toren gehörte Tauscher dort wieder zum Spielerstamm. 
Zur Saison 1964/65 wechselte Harald Tauscher zur BSG Aktivist „Karl Marx“ Zwickau in die zweitklassige DDR-Liga. Dort blieb er für vier Spielzeiten, in denen er bis auf die Saison 1965/66 stets unter dem Trainer Helmut Petzold spielte. Während Tauscher in den ersten beiden Spielzeiten nur zu sieben bzw. vierzehn Punktspieleinsätze kam, wurde er danach mit 54 von 60 Ligaspielen Stammspieler der BSG Aktivist, in denen variabel sowohl im Angriff wie auch im Mittelfeld eingesetzt wurde. Insgesamt erzielte er in den Punktspielen neun Tore. Während der Saison 1968/69 schloss sich Aktivist der BSG Sachsenring Zwickau (Vorgänger der BSG Motor) an und spielte von der Rückrunde an als BSG Sachsenring II weiterhin in der DDR-Liga. In der Saison 1969/70 fiel Tauscher aus der Stamm-Mannschaft von Sachsenring II heraus und bestritt in unregelmäßigen Abständen nur noch fünf Ligaspiele. 
Noch während der laufenden Spielzeit wechselte Tauscher zur BSG Motor Werdau in die drittklassige Bezirksliga Karl-Marx-Stadt. In der Saison 1970/71 wurde er mit Motor Werdau Bezirksmeister und stieg in die DDR-Liga auf. Dort bestritt er seine letzten beiden Spielzeiten, bevor er 1973 mit 34 Jahren seine Karriere im höherklassigen Fußball beendete. Zuvor hatte er für Motor Werdau in den Spielzeiten 1971/72 und 1972/73 alle 42 Ligaspiele bestritten und dabei, stets als Mittelfeldspieler eingesetzt, fünf Tore erzielt. 1972 waren die Werdauer in der DDR-Liga Staffelsieger geworden und nahmen an der Oberliga-Aufstiegsrunde teil. Tauscher wurde in sechs der acht Aufstiegsspiele eingesetzt und erzielte ein Tor. Die BSG Motor verpasste jedoch als Fünfter unter fünf Bewerbern den Aufstieg.